# Burg Neidstein
Die Burg Neidstein ist die Ruine einer Gipfelburg bei 527,5 m ü. NN auf dem Schlossberg unmittelbar hinter dem Schloss Neidstein südlich des Ortsteils Tabernackel der Gemeinde Etzelwang im Landkreis Amberg-Sulzbach in Bayern.

## Geschichte
Die Burg wurde vermutlich um 1100 von den Herren von Neidstein gegründet. 1119 wird ein Neipert Nitstein als Ministeriale der Grafen von Sulzbach genannt, und 1240 und 1243 erscheint ein Rupertus de Nietstein als Reichsministeriale.
Ende des 13. Jahrhunderts nach dem Aussterben der Neidsteiner kam die Burg nach mehreren Besitzerwechseln 1326 an Ludwig den Bayern. Nach mehreren Verpfändungen an verschiedene Adelsfamilien wurde die Burg am 10. Februar 1466 von Herzog Ludwig an Hans von Brandt (Prantner) verpfändet. 1504 wurde die Burg im Zuge des Landshuter Erbfolgekrieges durch Herzog Albrecht von Bayern zerstört. Danach wurde das neue Schloss von Jobst von Brandt errichtet und 1513 fertiggestellt.

## Baulichkeit

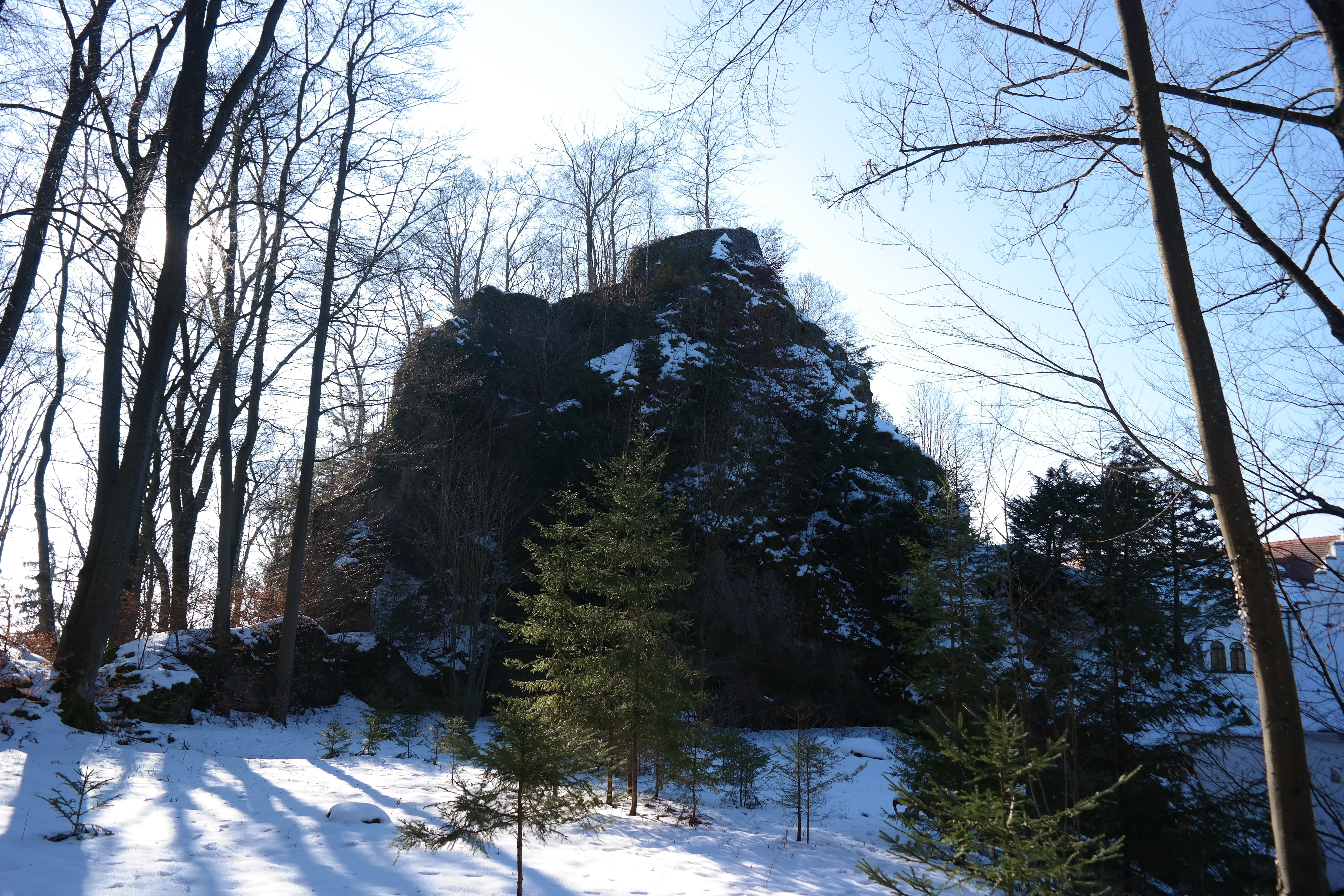
Blick zur Ruine der Gipfelburg über dem Schloss

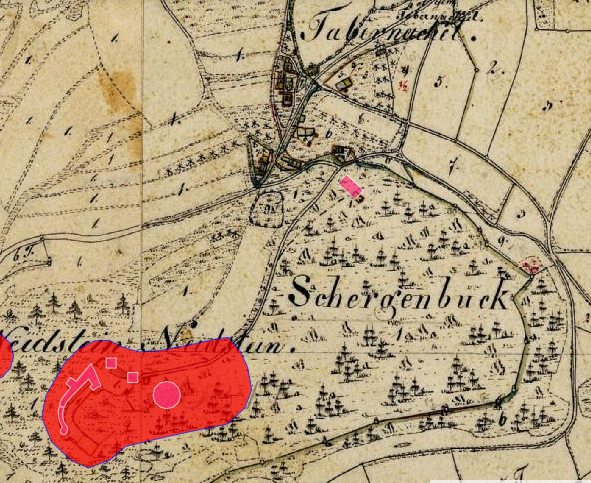
Lageplan von Burg und Schloss Neidstein auf dem Urkataster von Bayern

Von der ehemaligen Burganlage sind nur noch wenige Ruinenreste erhalten, heute ist die Stelle als Baudenkmal „Burgruine und Schloss Neidstein; Ruine der Gipfelburg, um 1050; Neues Schloss langgestreckter, leicht abgewinkelter, zweigeschossiger und verputzter Massivbau mit Satteldach und Stufengiebeln, nordöstlich angeschlossen sog. Schwedenbau, zweiflügeliger Torbau mit Erker und gestuften Giebel; Nebengebäude, eingeschossiger, leicht abgewinkelter Satteldachbau mit Fachwerkgiebel; über Teilen der mittelalterlichen Unterburg errichtet, im Kern um 1513, Rundturm mit Kegeldach 1634, historisierender Ausbau und südlicher Anbau mit zwei kleinen polygonalen Eckerkern 1855-60, weitere Umbauten frühes 20. Jahrhundert; mit Ausstattung; Torbau, eingeschossiger, verputzter Massivbau mit Walmdach, Mitte 18. Jahrhundert; Schlossmauer, zum Teil mit Blendnischen, gleichzeitig, mit eingelassenem Inschriftenstein, bezeichnet 1513; Kastengebäude, zweigeschossiger, verputzter Massivbau mit hohem Satteldach und Giebelluken, 16./17. Jahrhundert“ sowie als Bodendenkmal D-3-6435-0148 „Archäologische Befunde des Mittelalters und der frühen Neuzeit im Bereich des Schlosses und der Burgruine Neidstein“ vom Bayerischen Landesamt für Denkmalpflege erfasst.